# Ismo Kajander
Ismo Kullervo Kajander, född 31 december 1939 i Åbo, är en finländsk foto- och bildkonstnär.
Kajander studerade vid Åbo konstförenings ritskola 1958–1959. Vid sina första studieresor till Paris i början av 1960-talet bekantade han sig bland annat med den franska nyrealismen och konst i dadaismens efterföljd. Han inspirerades också tidigt av den amerikanska popkonsten. På 1960-talet väckte han uppmärksamhet med sitt DADA-skåp och andra dadaistiska föremålskompositioner eller assemblage, till vilka bland annat Musikmaskinen från 1964 tillkommen i samarbete med Henrik Otto Donner hör. 1970 övergick han till fotokonsten, men har även därefter framträtt med tredimensionella arbeten, collage med mera. Han utförde 1994 ett minnesmärke över röda fångar nedanför Sirkkala kasernområde i Åbo.
Kajander har verkat som överlärare vid Konstindustriella högskolan 1978–1985 och rektor vid Åbo konstförenings ritskola 1988–1997. Han var med om att grunda fotogalleriet Hippolyte i Helsingfors 1978 och Föreningen för fotokonst. Han har publicerat en bok om fotografen Into Konrad Inha tillsammans med T-J. Vuorenmaa (1981) och fotoboken Portsa (1983). År 1988 erhöll han statens fotokonstpris och 2013 Pro Finlandia-medaljen.